# Văn học Ba Lan
Văn học Ba Lan là truyền thống văn học của đất nước Ba Lan. Hầu hết nền văn học Ba Lan được viết bằng tiếng Ba Lan, dù các ngôn ngữ khác sử dụng ở Ba Lan trong nhiều thế kỉ cũng góp phần vào truyền thống văn học Ba Lan, chẳng hạn như Latin, Yiddish, tiếng Litva, tiếng Ukraina, tiếng Belarus, tiếng Đức và Esperanto. Theo Czesław Miłosz, trong nhiều thế kỉ nền văn học Ba Lan chú trọng nhiều hơn vào kịch và thơ tự sự hơn là tiểu thuyết (loại hình chiếm đa số ở các nước nói tiếng Anh). Nguyên do rất đa dạng nhưng chủ yếu nằm ở hoàn cảnh lịch sử dân tộc của đất nước. Các nhà văn Ba Lan thường có nhiều lựa chọn uyên thâm hơn để làm động cơ chắp bút, trong đó có những trận "đại hồng thủy" bạo lực đặc biệt đã quét qua Ba Lan (giống như giao lộ của châu Âu), đồng thời, những điều phi lý trong tập thể người dân Ba Lan đòi hỏi một phản ứng tương xứng đến từ cộng đồng viết lách ở bất kì hoàn cảnh nào.
Thời kỳ khai sáng ở Ba Lan bắt đầu ở giai đoạn thập niên 1730–40 và đạt đỉnh vào nửa sau của thế kỉ 18. Một trong số các học giả hàng đầu của thời kỳ khai sáng Ba Lan là Ignacy Krasicki (1735–1801) và Jan Potocki (1761–1815). Chủ nghĩa lãng mạn ở Ba Lan không giống như chủ nghĩa lãng mạn ở những nơi khác tại châu Âu, chủ yếu là phong trào giành độc lập đối đầu với sự xâm lăng của ngoại bang. Những nhà văn lãng mạn thế hệ đầu của Ba Lan chịu ảnh hưởng nặng từ chủ nghĩa lãng mạng của châu Âu. Các cây viết đáng chú ý gồm có Adam Mickiewicz, Seweryn Goszczyński, Tomasz Zan và Maurycy Mochnacki. Ở giai đoạn thứ hai, nhiều nhà văn lãng mạn của Ba Lan đã ra nước ngoài công tác. Những nhà thơ giàu ảnh hưởng gồm có Adam Mickiewicz, Juliusz Słowacki và Zygmunt Krasiński.
Sau khi cuộc khởi nghĩa Tháng Giêng thất bại, thời kỳ mới của chủ nghĩa thực chứng Ba Lan bắt đầu ủng hộ chủ nghĩa hoài nghi và ứng dụng lý trí. Thời kỳ chủ nghĩa hiện đại, được biết tới là phong trào của người Ba Lan trẻ trong nghệ thuật thị giác, văn học và âm nhạc, đã ra đời vào khoảng năm 1890, và khép lại cùng sự kiện Ba Lan giành được quyền độc lập (1918). Các học giả nổi bật gồm Kazimierz Przerwa-Tetmajer, Stanisław Przybyszewski và Jan Kasprowicz. Kỷ nguyên tân lãng mạn được đánh dấu bởi các tác phẩm của Stefan Żeromski, Władysław Reymont, Gabriela Zapolska và Stanisław Wyspiański. Năm 1905, Henryk Sienkiewicz nhận Giải Nobel Văn học cho tác phẩm Quo Vadis truyền cảm hứng cho một niềm hy vọng mới. Nền văn học của Đệ Nhị Cộng hòa Ba Lan (1918–1939) diễn ra một giai đoạn ngắn, mặc dù đây là thời điểm đặc biệt sôi nổi trong ý thực hệ văn học Ba Lan. Thực tế chính trị-xã hội đã thay đổi hoàn toàn sau khi Ba Lan giành lại độc lập. Các nhà văn avant-garde mới gồm có Julian Tuwim, Stanisław Ignacy Witkiewicz, Witold Gombrowicz, Czesław Miłosz, Maria Dąbrowska và Zofia Nałkowska.

## 1956–nay
| - Gustaw Morcinek (1891–1963) - Pola Gojawiczyńska (1896–1963) - Aleksander Wat (1900–1967) - Sergiusz Piasecki (1901–1964) - Konstanty Ildefons Gałczyński (1905–1953) - Jan Dobraczyński (1910–1994) - Marek Hłasko (1934–1969) - Czesław Miłosz (1911 – 2004), Giải Nobel Văn học, 1980 - Kazimierz Brandys (1916–2000) - Stanisław Lem (1921–2006) - Tadeusz Konwicki (1926–2015) - Andrzej Kijowski (1928–1985) - Andrzej Bursa (1932–1957) - Bogdan Czaykowski (1932–2007) - Marek Krajewski (sinh 1966) - Joanna Bator (sinh 1968) - Adam Zagajewski (1945–2021) |  | - Ryszard Kapuściński (1932–2007) - Joanna Chmielewska (1932–2013) - Halina Poświatowska (1935–1967) - Janusz A. Zajdel (1938–1985) - Rafał Wojaczek (1945–1971) - Ewa Lipska (sinh 1945) - Andrzej Sapkowski (sinh 1948) - Ryszard Legutko (sinh 1949) - Jerzy Pilch (sinh 1952) - Paweł Huelle (sinh 1957) - Andrzej Stasiuk (sinh 1960) - Olga Tokarczuk (sinh 1962) - Jarosław Marek Rymkiewicz (sinh 1935) - Leopold Tyrmand (1920–1985) - Wojciech Kuczok (born 1972) - Stanisław Barańczak (1946–2014) |

## Những nhân vật đoạt giải Nobel
| Henryk Sienkiewicz (1846–1916) | Władysław Reymont (1865–1925) | Isaac Bashevis Singer (1902–91) | Czesław Miłosz (1911–2004)                  | Wisława Szymborska (1923–2012) | Olga Tokarczuk (sinh 1962) |
| ------------------------------ | ----------------------------- | ------------------------------- | ------------------------------------------- | ------------------------------ | -------------------------- |
|                                |                               |                                 | Tập tin:Czesław Miłosz 2011(Lt, detail).jpg |                                |                            |

- Henryk Sienkiewicz (1905)
- Władysław Reymont (1924)
- Isaac Bashevis Singer (1978, Yiddish)
- Czesław Miłosz (1980)
- Wisława Szymborska (1996)
- Olga Tokarczuk (2018, 2019)